# Стоян Гълъбов
Стоян Гълъбов Чопаков е български учител и духовник, деец на Българското възраждане в Източна Македония.

## Биография
Роден е около 1823 година в малешевската паланка Берово, тогава в Османската империя. Преселва се в игуменската махала Гега около 1850 година. Селото издържа учението му в Цариград и Одрин и при завръщането в Гега около 1856 - 1857 година, Гълъбов открива килийно училище. Към 1860 година става свещеник и е сред учредителите на българска църковна община. Участва в борбата за българска църковна независимост, въвежда българския език в богослужението, организира построяването на църквата „Успение Богородично“ в Гега, подписва прошението на български първенци от Петрич и Петричко за присъединяване към Българската екзархия.
Стоян Гълъбов Чопаков е баща на войводата на ВМОК Костадин Попов (Попстоянов), дядо на учителя Никола Попов и прадядо на журналиста Антон Попов.